# Kummerowia
Genre
Kummerowia est un genre de plantes à fleurs dicotylédones de la famille des Fabaceae, sous-famille des Faboideae, originaire d'Asie de l'Est, qui compte deux espèces acceptées.

## Liste d'espèces
Selon The Plant List (24 septembre 2018) :
- Kummerowia stipulacea (Maxim.) Makino
- Kummerowia striata (Thunb.) Schindl.